# Túnez (ciudad)
Túnez (en árabe: تونس‎, en bereber: Tunest) es la capital de la República Tunecina ininterrumpidamente desde que los almohades le dieran ese título en 1159 y la dinastía de los hafsidas confirmase su estatus en 1228. También es la capital de la gobernación homónima desde su creación, en 1956. Es el centro de las actividades industriales, comerciales, culturales y políticas del país. Está situada al norte, al final del golfo de Túnez, separada del mar por el lago de Túnez o laguna del Behira, entre la llanura costera y las colinas que la rodean. Al otro lado del lago se abre al mar un canal en La Goleta (La Goulette, en francés). Según el censo de 2004, en ella viven 728.453 habitantes (alrededor de 10% de la población estatal), llamados tunecinos, lo que la convierte en la ciudad más poblada del país; esta cifra aumenta hasta 2.380.500 personas en su área metropolitana.
Al norte de la ciudad se encuentra la masa verde del Belvedere, y al suroeste, el cerro del cementerio de Jellaz. Al este está la medina de Túnez, el centro de la ciudad, compuesto de callejuelas y pasadizos cubiertos, con multitud de olores y variedad de colores provenientes de los comercios. La ciudad moderna (Nouvelle ville) se alcanza al cruzar la puerta de Francia, antiguamente llamada «puerta del mar». Está atravesada por la gran avenida Bourguiba (considerada por muchos como los Campos Elíseos tunecinos), cuyos edificios de estilo colonial de principios de siglo XX contrastan con la arquitectura de estilo árabe de la ciudad antigua, que vino a llamarse la «ciudad de los indígenas».
El santo patrón de la ciudad es Sidi Mahrez, que dio su nombre a una mezquita de la ciudad.

## Toponimia
Túnez es la transcripción en español de la palabra árabe que se pronuncia como «tunus», «tunas», o «tunis». Las tres palabras son citadas por el geógrafo árabe al-Rumi Yaqout en su Mu'jam al-Bûldan (Diccionario de los países). La palabra, aunque es una transcripción que en francés deriva de un dialecto bereber, y quiere decir «para descansar o para acampar», puede ser transcrita en el sentido de «establecerse», «acostarse» o «pasar la noche». Teniendo en cuenta las variaciones del significado preciso en el tiempo y el espacio, el nombre de Túnez posiblemente significa «campamento nocturno», «campamento» o «parada». En Túnez también hay referencias de la Antigua Roma de nombres de ciudades cercanas, como Tuniza (en la actualidad, El Kala), Thunusuda (actualmente Meskine Sidi), Thinissut (actualmente Bouregba Bir), Thunisa (Ras Jebel actualmente). La ciudad aparece en la Tabula Peutingeriana como Thuni.

## Historia

### Historia antigua
La existencia de la ciudad está atestiguada por las fuentes desde el siglo IV a. C. Los bereberes fundaron el pueblo, cuyo nombre original era Tunes, en el II milenio a. C. Fue ocupada por los númidas, quienes cedieron a fenicios procedentes de Tiro terrenos cercanos a la localidad, en los que fundaron la ciudad de Cartago. Con el rápido desarrollo de esta y la anexión de los territorios adyacentes a la ciudad entre los años 480 y 450 a. C., Túnez fue una de las primeras ciudades en pasar a la dominación púnica. Desde ese momento su historia pasó a depender directamente de la de Cartago, sufriendo con ella todas las consecuencias de las guerras púnicas.
Las colinas cercanas hacían de su localización un excelente punto de vigilancia, permitiendo observar desde ellas las entradas y salidas marítimas y las caravanas que se dirigían y partían de Cartago. Esta característica la convirtió en un importante objetivo militar, lo que hizo que cambiase de manos varias veces a lo largo del tiempo. Fue conquistada por el griego Agatocles en el 310 a. C., quien la usó durante tres años como base africana para las campañas de Siracusa; en el 256 a. C. fue ocupada por Atilio Régulo; más tarde, al finalizar la Guerra de los Mercenarios en el 238 a. C., cayó en manos de mercenarios rebeldes y permaneció bajo su control hasta que Escipión el Africano la conquistó en el año 202 a. C.; y, por último, fue destruida al final de la tercera guerra púnica, en 146 a. C.. Según el historiador griego Estrabón, tanto Túnez como Cartago fueron destruidas; sin embargo, ambas fueron reconstruidas posteriormente bajo el gobierno de Augusto, convirtiéndose Túnez en una ciudad importante bajo el control romano y el centro de una pujante industria agrícola. En el sistema romano de caminos de la provincia romana de África, la ciudad tenía el título de mutatio, que significa «lugar de descanso» o «estación de paso». Túnez, cada vez más romanizada, también fue cristianizada y finalmente se convirtió en la sede episcopal de la Iglesia católica en África.

### Período árabe
La definitiva destrucción de Cartago por parte del emir Hassan ibn al-Numán, marcó el comienzo del renacimiento de Túnez, que pronto se convirtió en la segunda ciudad de Ifriqiya, después de Kairuán; si bien lbrahim prefirió volverse a asentar en Rakada, Túnez siguió desarrollándose. Primero con los aglabíes, fatimíes y los ziríes (800-1048), luego con los jorasaníes (1059-1160), los cuales, crearon allí un pequeño reino independiente. Los almohades la erigieron definitivamente en capital (1160), pero fue con la dinastía hafsí (1230-1574), llegando a contar con 100.000 habitantes. Su desarrollo cultural y religioso superó incluso al de Kairuán, y no se puede hablar de esta época sin mencionar al menos al historiador y filósofo Ibn Jaldún, nacido en la ciudad en 1332. Túnez se fue convirtiendo en el mayor centro comercial del Magreb, siendo visitada por mercaderes procedentes de todo el Mediterráneo. A partir de 1270 un tratado estipulado con Francia determinó que los cristianos establecidos en Túnez viviesen en la ciudad en plena libertad, pudiendo construir sus propias iglesias y desarrollar sus actividades comerciales. A comienzos del siglo XVI León el Africano describió Túnez como una de las singulares y magníficas ciudades de África.

### Época moderna

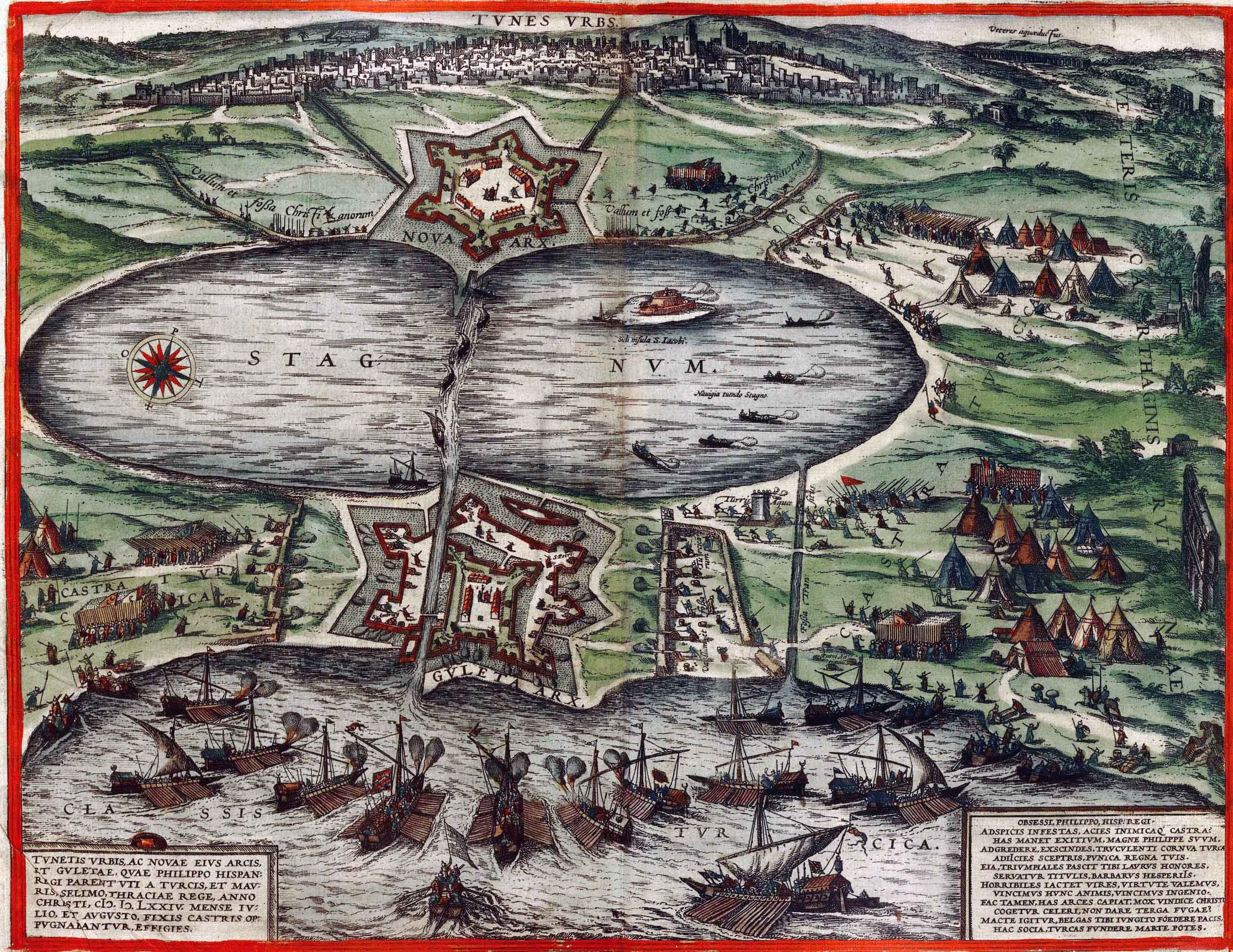
Representación de Túnez en 1535.

A partir del siglo XV, Túnez y otras ciudades-estado del norte de África comenzaron a recibir la influencia de España, convirtiéndose en una serie de protectorados y estados vasallos de ésta. En 1534 fue atacada por los piratas turco-argelinos de Jair ad Din Barbarroja, que la tomaron por sorpresa. El hasta entonces sultán de Túnez, Mulay Hassán, se refugió en la Corte de Carlos V y le pidió que le devolviese su ciudad. A resultas de ello, las fuerzas imperiales invadieron Túnez con éxito en 1535, que volvió a configurarse como un estado vasallo de España hasta su nueva captura por los otomanos en 1574. No obstante, a partir de 1591 la dominación otomana se convirtió en puramente nominal y sus gobernantes se entregaron a la piratería en el Mediterráneo, lo que ocasionó varias expediciones de castigo europeas en los siglos posteriores.

### Período colonial

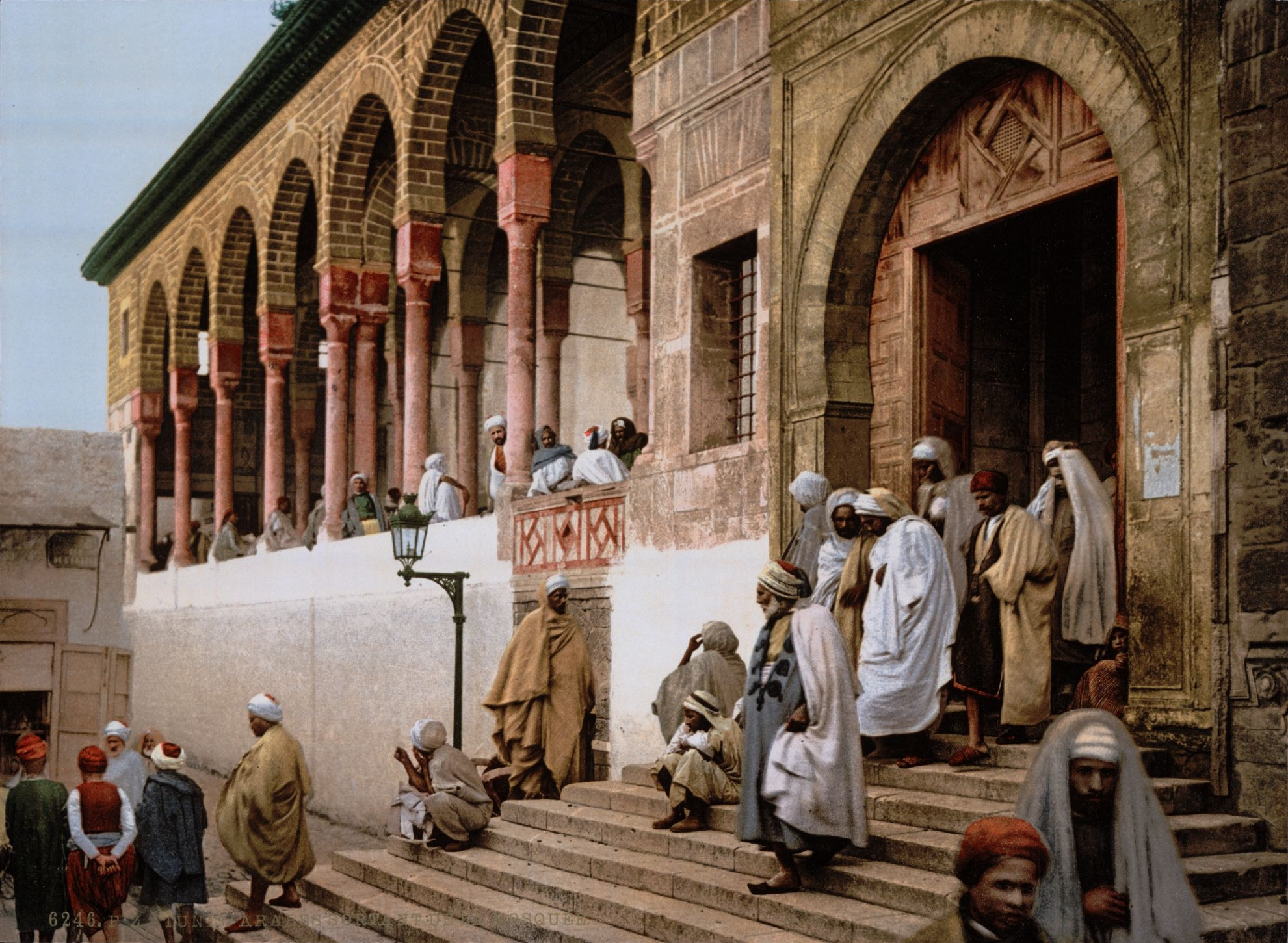
Musulmanes en una mezquita en Túnez en 1899.

La Primera Guerra Mundial fue un tiempo de inactividad en la historia de Túnez. Sin embargo, después de la guerra, la ciudad se enfrentó a nuevas transformaciones, ya que la ciudad creció en importancia y amplió su red de calles y avenidas en todas direcciones. Además, surgieron una serie de ciudades satélite en los alrededores de la ciudad. En el plano económico, las actividades se ampliaron y diversificaron, la moderna industria continuó creciendo mientras la industria tradicional disminuyó.
Durante la Segunda Guerra Mundial se convirtió en uno de los principales escenarios de la guerra en África, ya que fue ocupada por las fuerzas del Eje en noviembre de 1942. Después de varios meses bajo control italo-germano, Túnez cayó en manos aliadas el 7 de mayo de 1943 a las 15:30 de la tarde, acabando con la mayoría del 5.º Ejército Panzer alemán que se quedó vigilando la ciudad y siendo la última ciudad africana que controlaban. El 20 de mayo los aliados celebraron un desfile de victoria en la avenida Maréchal Galliéni y en la avenida Jules Ferry. Después de que los aliados hubieran presionado con éxito a las potencias del eje fuera de Túnez, utilizaron la ciudad como base de operaciones para la captura y suministro de la isla de Pantelaria, a continuación, Sicilia y por último Italia.

Tras la Segunda Guerra Mundial los barrios periféricos crecieron rápidamente alrededor de Túnez a fin de facilitar la rápida industrialización.

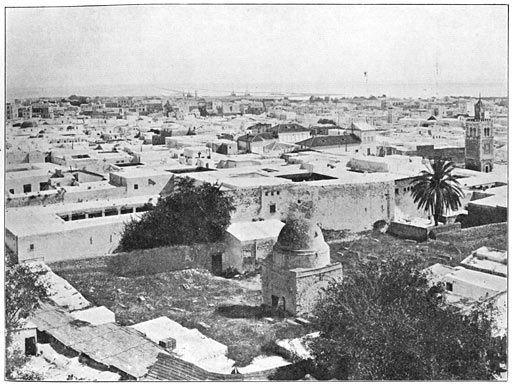
Vista de la medina a principios del.

### Historia reciente
Tras la independencia del país en 1956, Túnez se convirtió en su capital. La constitución establece que la cámara de los diputados y la presidencia de la república deben encontrarse en la ciudad. En poco tiempo la ciudad colonial comenzó a transformarse y los habitantes nativos fueron reemplazando poco a poco a los europeos; el conflicto entre la ciudad árabe y la europea fue decrementándose gradualmente con la arabización de la población.
Por la presión demográfica y la inmigración, la ciudad se expandió con la creación de nuevos barrios. Con el paso del tiempo, los viejos edificios fueron renovados y las nuevas construcciones han modificado el panorama urbano.
En 1979 la Liga Árabe movió su sede central a la ciudad desde El Cairo tras la firma del tratado de paz que firmaron Egipto e Israel; la sede volvió a la capital egipcia en 1990. Entre 1982 y 1993 albergó el cuartel general de la Organización para la Liberación de Palestina, edificio que fue bombardeado por la Fuerza Aérea Israelí el 1 de octubre de 1985 como represalia tras el ataque del grupo palestino Force 17 a ciudadanos israelíes en la costa de Chipre una semana antes; Yasir Arafat, el líder de la organización palestina, consiguió escapar, pero docenas de personas murieron.
La ciudad de Túnez albergó tanto en 1967 como en 2001 los Juegos Mediterráneos. Túnez es la única ciudad que ha albergado en dos ocasiones este evento.

## Geografía

### Clima
Túnez tiene clima mediterráneo, caracterizado por una estación calurosa y seca y otra fría y lluviosa. El clima local está afectado por la localización de la ciudad, influenciado por la cercanía al mar y por las colinas cercanas.
El invierno es la estación más húmeda del año, cuando caen más de la tercera parte de las precipitaciones anuales, lloviendo cada dos o tres días. Sin embargo, el sol puede elevar la temperatura de los 8 °C matutinos a los 16 °C vespertinos. Las heladas son casi inexistentes. En la primavera, la lluvia se reduce a la mitad y las horas de sol aumentan hasta las 10 diarias de media. Las temperaturas en marzo varían entre los 10 y los 19 °C, y entre 16 y 26 en mayo; no es raro que las temperaturas se disparen hasta los 40 °C en verano. En el verano la lluvia es un fenómeno muy raro. Las temperaturas en julio, agosto y septiembre son muy altas; aunque las brisas marinas pueden mitigar el calor, la aparición del siroco puede provocar el efecto contrario. En el otoño comienza a llover, a menudo con pequeñas tormentas que a veces pueden crear inundaciones en determinadas partes de la ciudad.
| Parámetros climáticos promedio de Túnez (ciudad)                                                                              | Parámetros climáticos promedio de Túnez (ciudad) | Parámetros climáticos promedio de Túnez (ciudad) | Parámetros climáticos promedio de Túnez (ciudad) | Parámetros climáticos promedio de Túnez (ciudad) | Parámetros climáticos promedio de Túnez (ciudad) | Parámetros climáticos promedio de Túnez (ciudad) | Parámetros climáticos promedio de Túnez (ciudad) | Parámetros climáticos promedio de Túnez (ciudad) | Parámetros climáticos promedio de Túnez (ciudad) | Parámetros climáticos promedio de Túnez (ciudad) | Parámetros climáticos promedio de Túnez (ciudad) | Parámetros climáticos promedio de Túnez (ciudad) | Parámetros climáticos promedio de Túnez (ciudad) |
| Mes | Ene.                                             | Feb.                                             | Mar.                                             | Abr.                                             | May.                                             | Jun.                                             | Jul.                                             | Ago.                                             | Sep.                                             | Oct.                                             | Nov.                                             | Dic.                                             | Anual                                            |
| --- | ------------------------------------------------ | ------------------------------------------------ | ------------------------------------------------ | ------------------------------------------------ | ------------------------------------------------ | ------------------------------------------------ | ------------------------------------------------ | ------------------------------------------------ | ------------------------------------------------ | ------------------------------------------------ | ------------------------------------------------ | ------------------------------------------------ | ------------------------------------------------ |
| Temp. máx. abs. (°C) | 25.2                                             | 29.8                                             | 35.2                                             | 33.0                                             | 39.0                                             | 45.2                                             | 46.7                                             | 46.8                                             | 44.4                                             | 39.9                                             | 31.6                                             | 25.9                                             | 46.8                                             |
| Temp. máx. media (°C) | 15.7                                             | 16.6                                             | 19.8                                             | 22.4                                             | 26.6                                             | 31.2                                             | 33.6                                             | 34.4                                             | 30.2                                             | 26.8                                             | 21.5                                             | 17.5                                             | 24.7                                             |
| Temp. media (°C) | 11.5                                             | 12.0                                             | 13.2                                             | 15.6                                             | 19.3                                             | 23.2                                             | 26.3                                             | 26.8                                             | 24.4                                             | 20.4                                             | 15.9                                             | 12.5                                             | 18.4                                             |
| Temp. mín. media (°C) | 7.2                                              | 7.4                                              | 8.3                                              | 10.4                                             | 13.7                                             | 17.3                                             | 20.0                                             | 20.8                                             | 19.0                                             | 15.5                                             | 11.3                                             | 8.2                                              | 13.3                                             |
| Temp. mín. abs. (°C) | -1.7                                             | -1.0                                             | 0.4                                              | 2.6                                              | 5.9                                              | 9.6                                              | 12.9                                             | 13.4                                             | 12.1                                             | 5.5                                              | 2.4                                              | -0.4                                             | -1.7                                             |
| Precipitación total (mm) | 59.3                                             | 57.0                                             | 47.2                                             | 38.0                                             | 22.6                                             | 10.4                                             | 3.1                                              | 7.1                                              | 32.5                                             | 65.5                                             | 56.0                                             | 66.8                                             | 465.5                                            |
| Días de precipitaciones (≥ )                                                                                                  | 9                                                | 8                                                | 8                                                | 6                                                | 4                                                | 2                                                | 1                                                | 1                                                | 4                                                | 7                                                | 7                                                | 8                                                | 65                                               |
| Horas de sol | 145.7                                            | 165.3                                            | 198.4                                            | 225.0                                            | 282.1                                            | 309.0                                            | 356.5                                            | 328.6                                            | 258.0                                            | 217.0                                            | 174.0                                            | 148.8                                            | 2808.4                                           |
| Fuente n.º 1: World Meteorological Organization, Hong Kong Observatory for data of avg. precipitation days and sunshine hours |                                                  |                                                  |                                                  |                                                  |                                                  |                                                  |                                                  |                                                  |                                                  |                                                  |                                                  |                                                  |                                                  |
| Fuente n.º 2: NOAA (extremes)                                                                                                 |                                                  |                                                  |                                                  |                                                  |                                                  |                                                  |                                                  |                                                  |                                                  |                                                  |                                                  |                                                  |                                                  |

## Patrimonio de la Humanidad

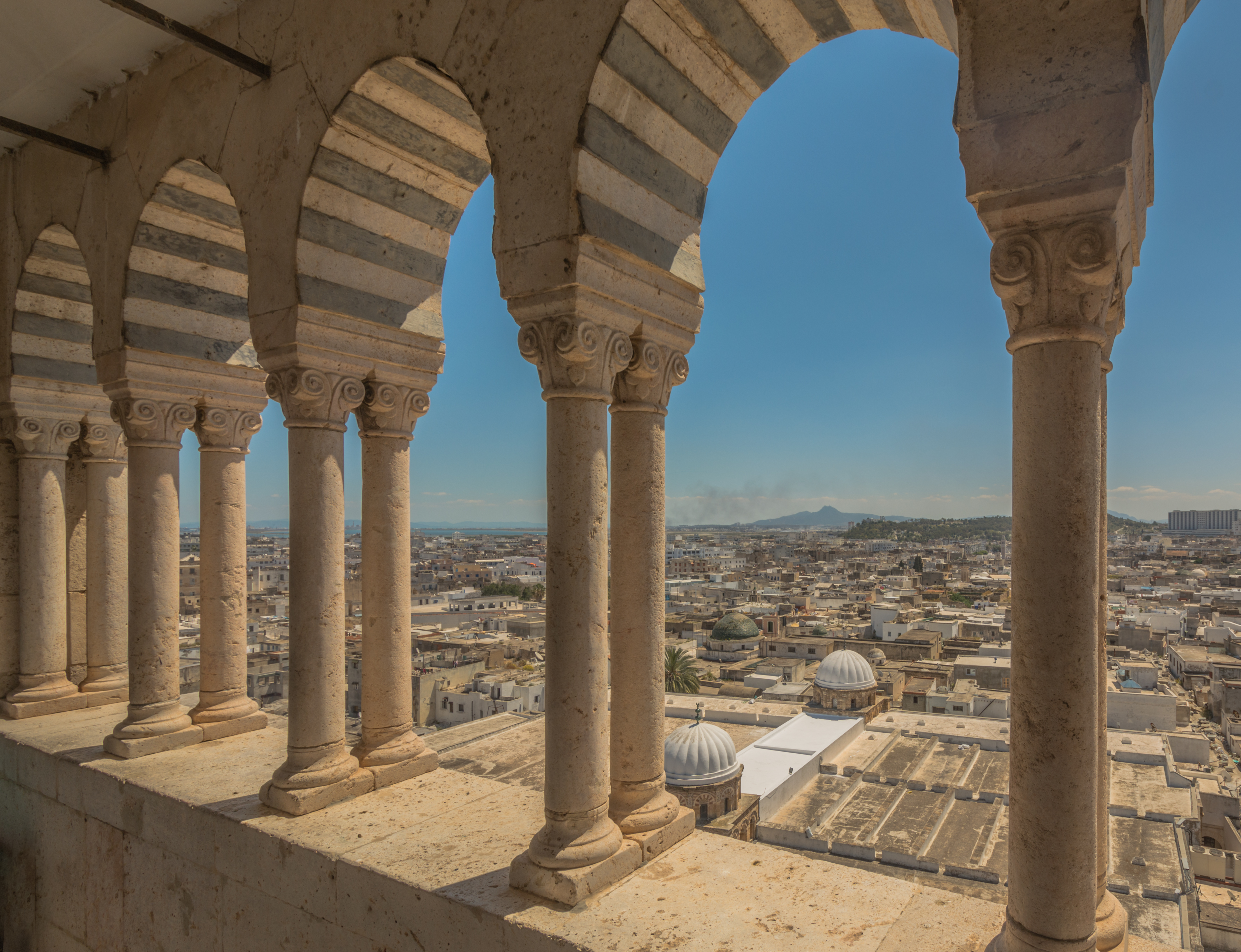
Vistas desde la mezquita Zitouna

La medina es el centro de la ciudad de Túnez, fue declarada Patrimonio de la Humanidad por la Unesco en el año 1979.

## Política

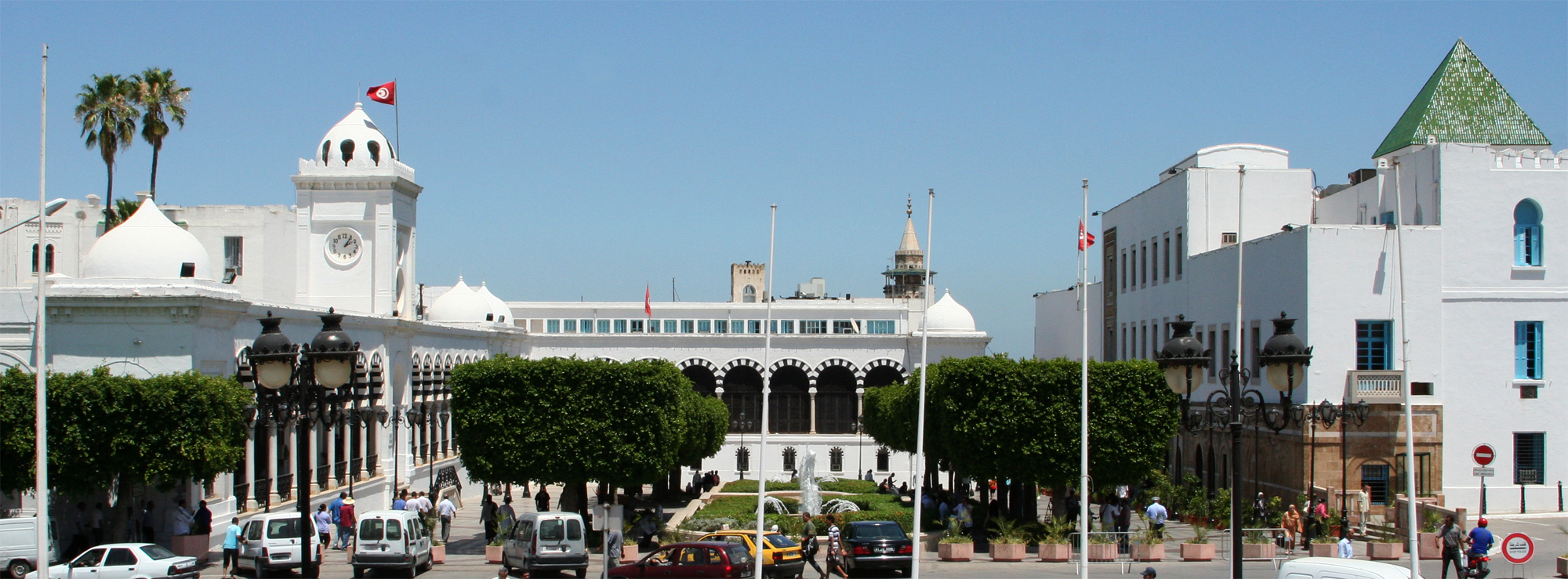
Plaza de la Kasbah que comprende el Ministerio de Finanzas y la Oficina del primer ministro.

### Capital de la República
Túnez es la capital de la República Tunecina desde 1159, de acuerdo a los artículos 43 y 24 de la Constitución de 1959, y es la sede de todas las instituciones nacionales:
- Presidente de la República, situado en el palacio presidencial en Cartago.
- La Cámara de Diputados y la Cámara de Consejeros, en el Parlamento, en el antiguo palacio del Bardo junto al Museo Nacional del Bardo.
- Departamentos y organismos públicos.
- El Consejo Constitucional y las principales instituciones judiciales.

### División administrativa

Mapa de los distritos de Túnez.

La ciudad de Túnez, cuyo tamaño ha aumentado significativamente durante la segunda mitad del siglo XX, ahora se extiende sobre varias gobernaciones que rodean la Gobernación de Túnez como las de Ben Arous, Ariana y Manouba.
El municipio de Túnez se divide en 15 distritos municipales: Estos incluyen El Bab Bhar, Bab Souika, Cité El Khadra, Jelloud Jebel El Kabaria, El Menzah, El Ouardia, Ettahrir, Ezzouhour, Hraïria, Medina, El Omrane, El Omrane Superior Séjoumi, Sidi El-Bashir y Sidi Hassine.

## Economía

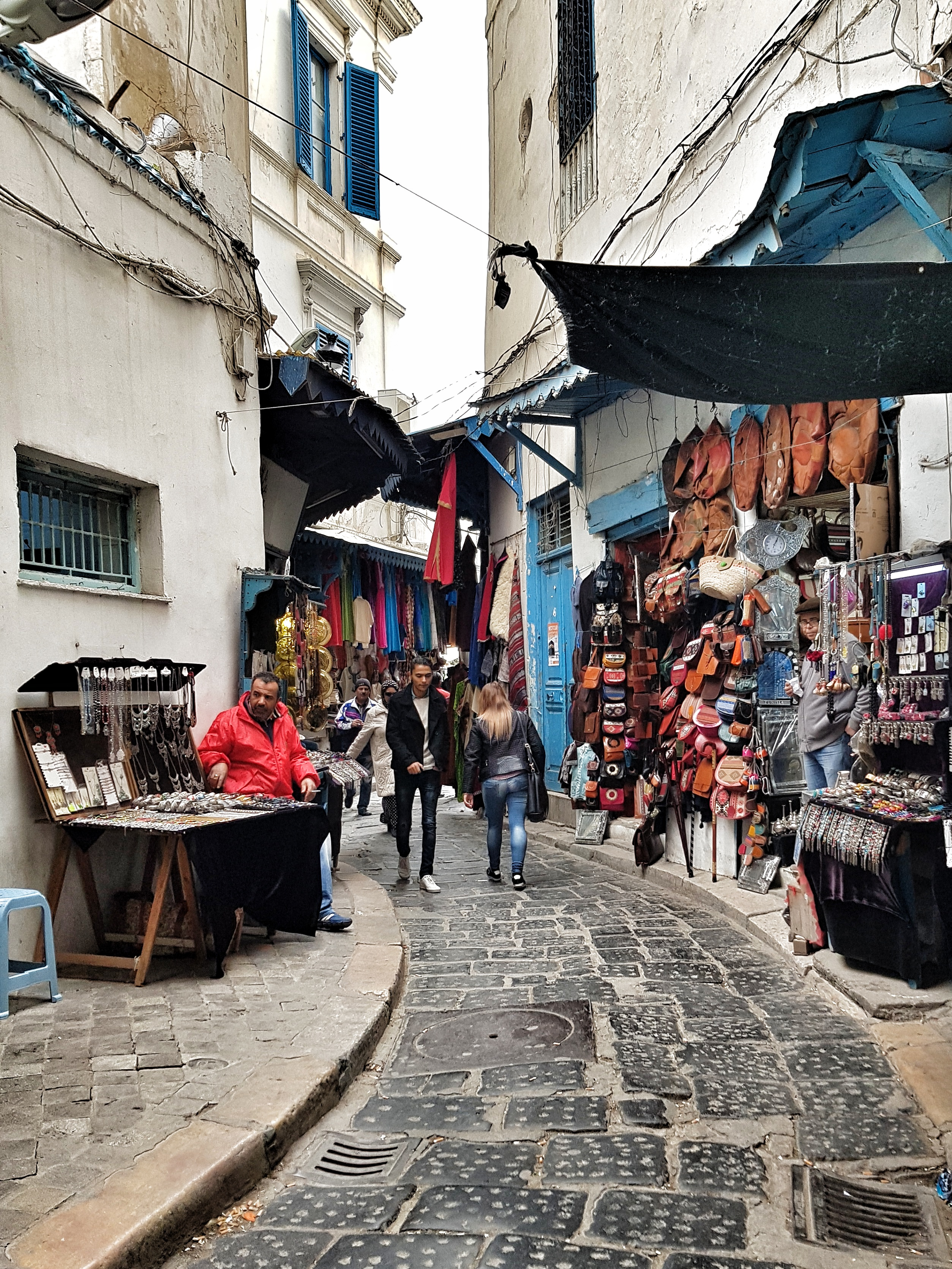
Calle con comercios en la ciudad

Túnez es el corazón de la economía tunecina y es el centro industrial y económico del país, hogar de un tercio de las empresas de Túnez - incluyendo casi todas las sedes de las empresas con más de 50 empleados, con excepción de la Compañía de Fosfatos de Gafsa con la descentralización de su sede en Gafsa - y produce un tercio del producto interno bruto nacional. Túnez atrae la mayoría de los inversores extranjeros (el 33% de las empresas, el 26% de las inversiones y el 27% del empleo). La tasa de desempleo urbano de los graduados universitarios está aumentando y la tasa de analfabetismo sigue siendo alta entre las personas de edad avanzada (27% de las mujeres y el 12% de los hombres). El número de personas que viven por debajo del umbral de la pobreza, sigue siendo mayor en las zonas urbanas. Además, el desempleo es alto en los jóvenes de 18 a 24 años con uno de cada tres desempleados en comparación con uno de cada seis en el plano nacional. En el área metropolitana de Túnez, la proporción de jóvenes desempleados es del 35%.

### Sectores

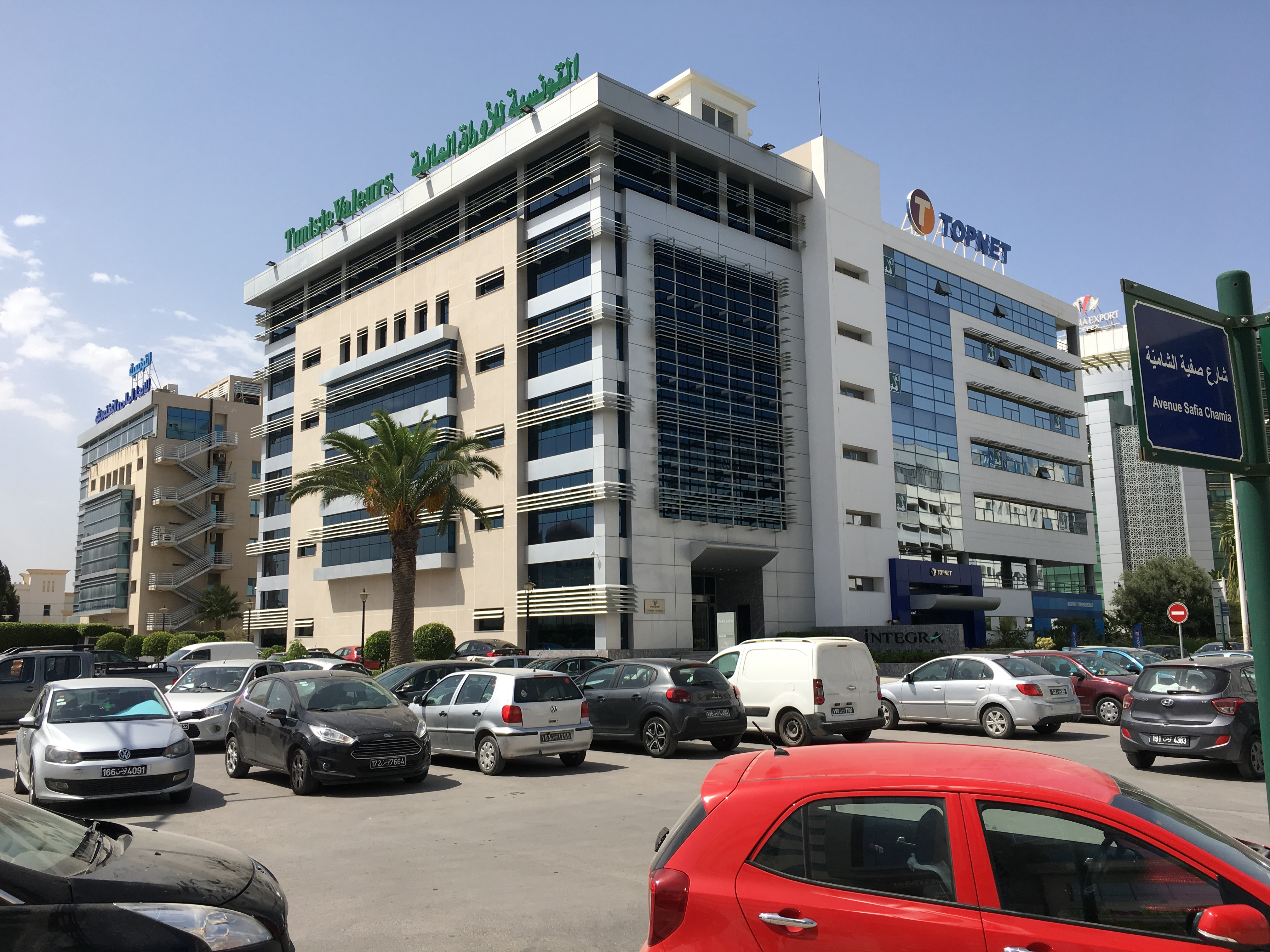
Sedes de Tunisie Valeurs y de Topnet

La estructura económica de Túnez, así como la del país, está centralizada en el sector terciario. La ciudad es el centro financiero más grande del país, cuenta con el 65% de las sedes de las empresas financieras -, mientras que los sectores industriales van disminuyendo en importancia. Sin embargo, el sector secundario sigue estando muy representado y Túnez acoge el 85% de los establecimientos industriales de las cuatro gobernaciones limítrofes, con una tendencia a la propagación de zonas industriales especializadas en los barrios periféricos.
La industria primaria como la agricultura, sin embargo, es activa en las zonas agrícolas especializados en los barrios periféricos, en particular las industrias relacionadas con el vino y el aceite de oliva. De hecho, gracias a poseer un terreno plano y gracias a que los dos ríos principales de Túnez, el Meyerda en el norte y el Milian discurren por la ciudad los suelos son fértiles. Túnez tiene varias llanuras, las más productivas están en Ariana y la Soukra en el norte, la llanura de Manouba en el oeste y la llanura de Mornag en el sur. Además, las aguas subterráneas son de fácil acceso a través de la perforación de pozos profundos, suministrando de agua a los diferentes cultivos de la agricultura. En el norte los suelos son pesados y contienen piedra caliza, pero en el sur son más ligeros y contiene arcilla y arena.

## Deporte
La ciudad de Túnez tiene tres grandes clubes omnisport: el Espérance Sportive de Tunis, el Club Africain y el Stade Tunisien. El fútbol es el deporte principal de estos clubes. Después de que encontremos el handball, el voleibol (solo for Espérence) y el baloncesto (solo for el Club Africain).
Túnez fue sede del Copa Africana de Naciones 2004 y la Campeonato Mundial de Balonmano Masculino de 2005
| Predecesor: Nápoles | Ciudad Mediterránea 1967 | Sucesor: Esmirna |
| Predecesor: Bari    | Ciudad Mediterránea 2001 | Sucesor: Almería |

## Ciudades hermanadas
La ciudad de Túnez está hermanada con las siguientes ciudades:
- Amán (Jordania)
- Argel (Argelia)
- Belgrado (Serbia)
- Colonia (Alemania)
- Doha (Catar)
- Estocolmo (Suecia)
- Kuwait (Kuwait)
- Lisboa (Portugal)
- Marsella (Francia)
- Montreal (Canadá)
- Moscú (Rusia)
- Cumaná (Venezuela)
- París (Francia)
- Praga (República Checa)
- Rabat (Marruecos)
- Río de Janeiro (Brasil)
- Roma (Italia)
- Santiago de Chile (Chile)
- Taskent (Uzbekistán)
- Viena (Austria)
- Yida (Arabia Saudita)

## Galería

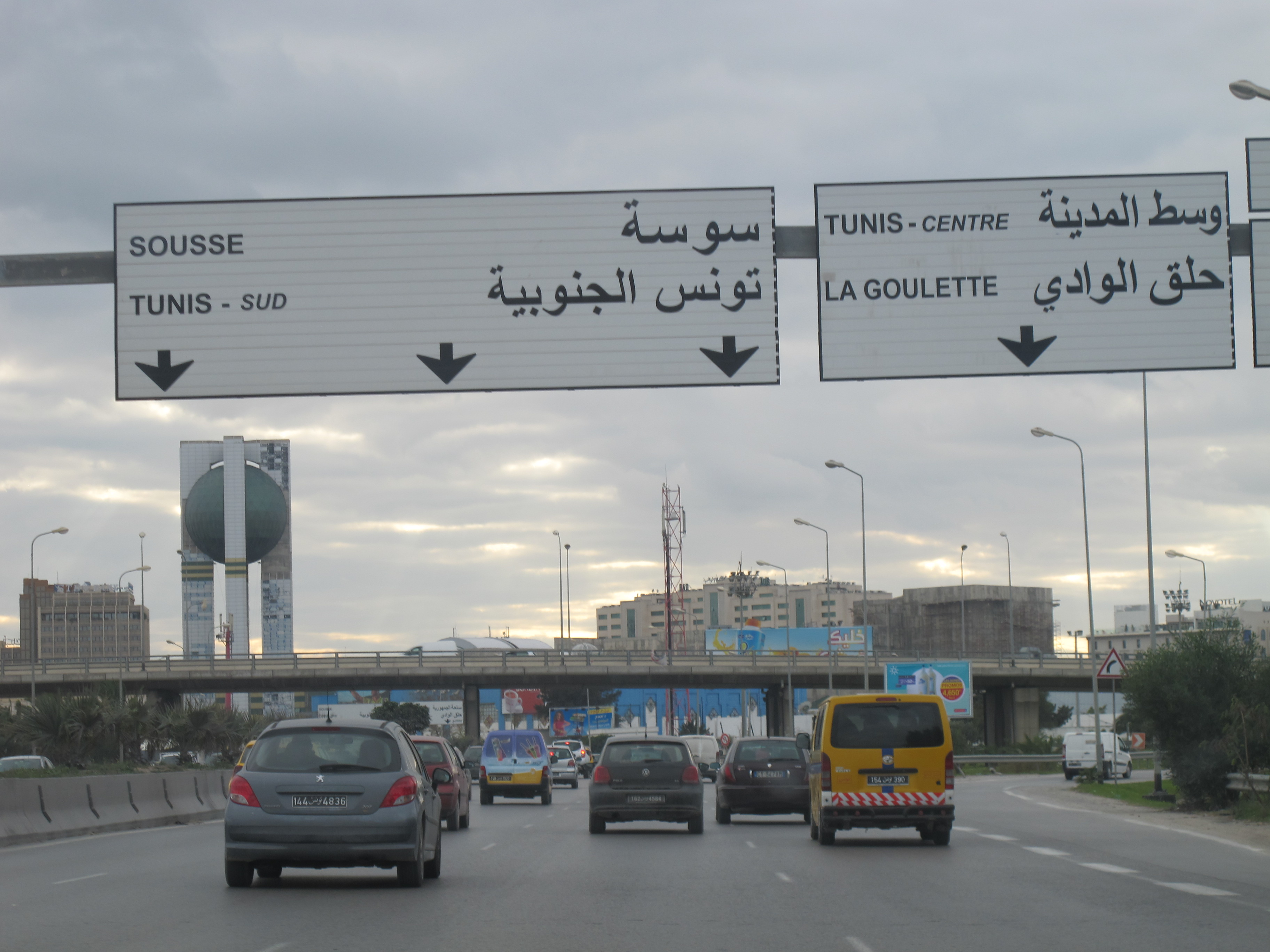
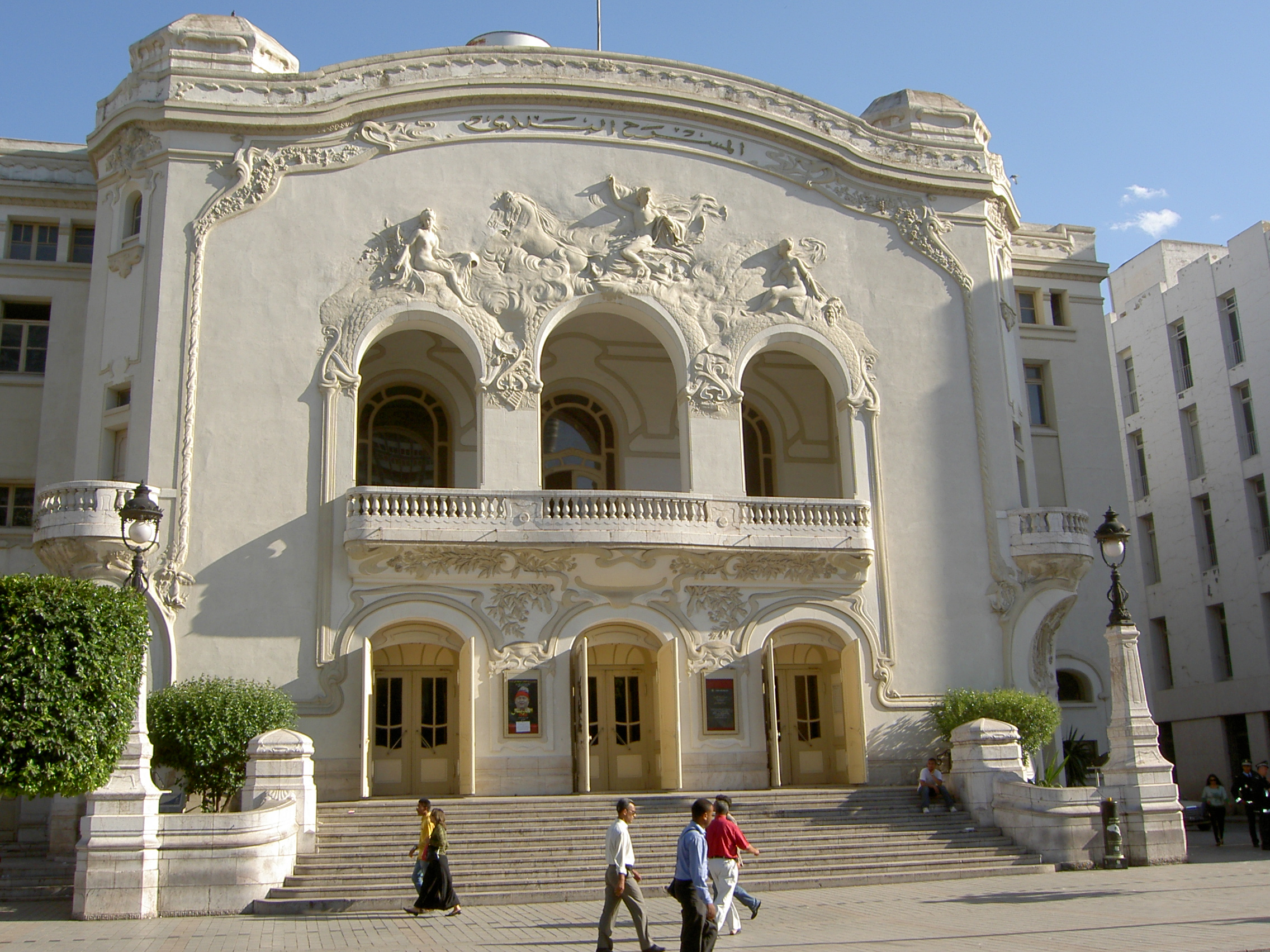
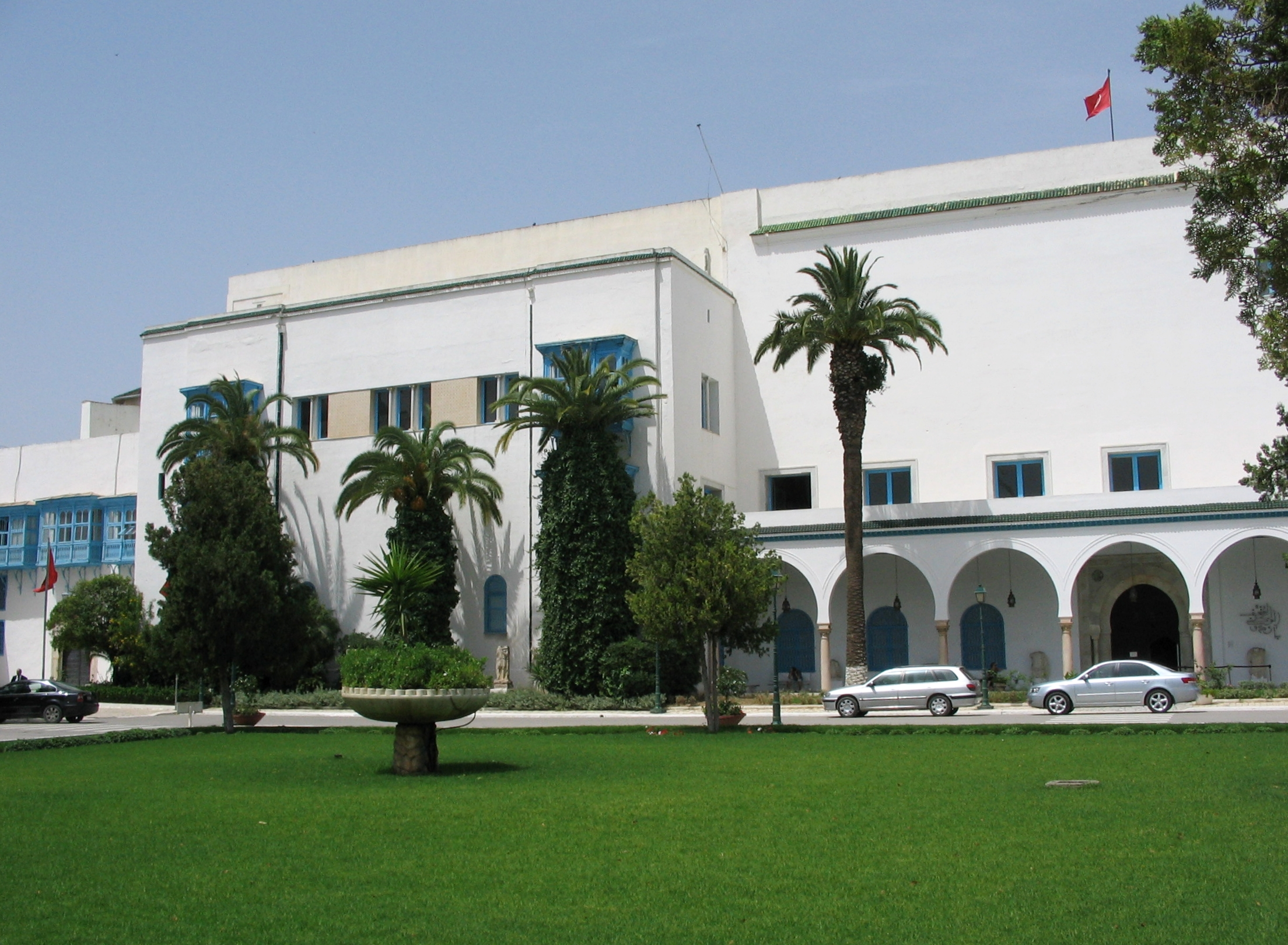
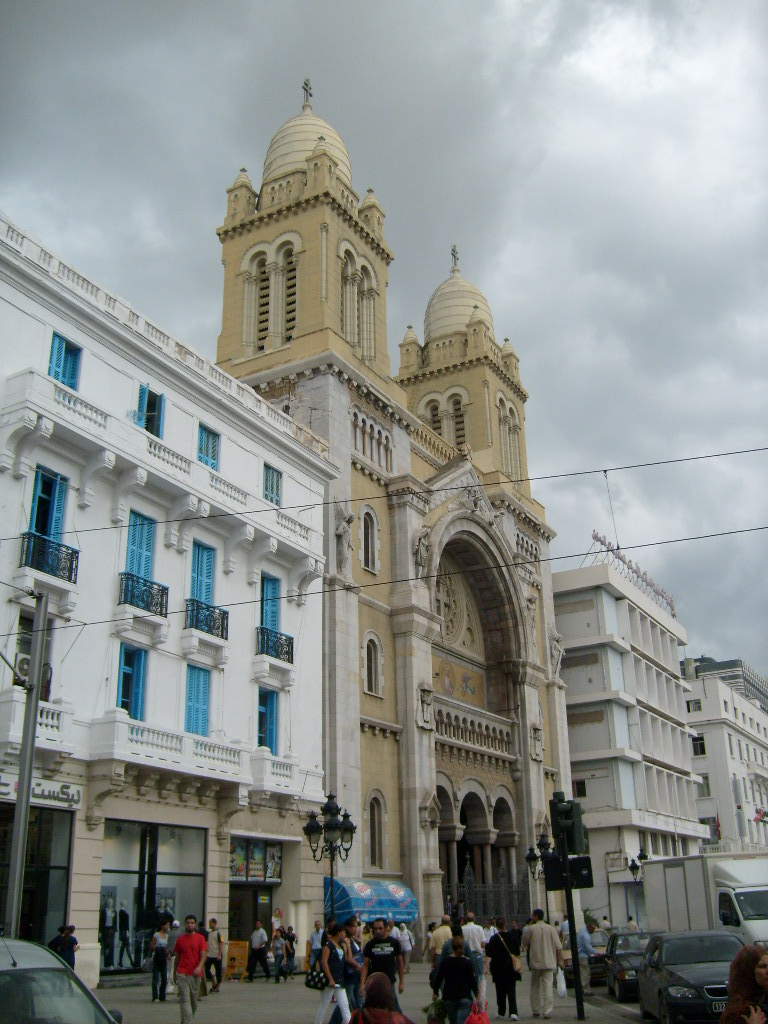
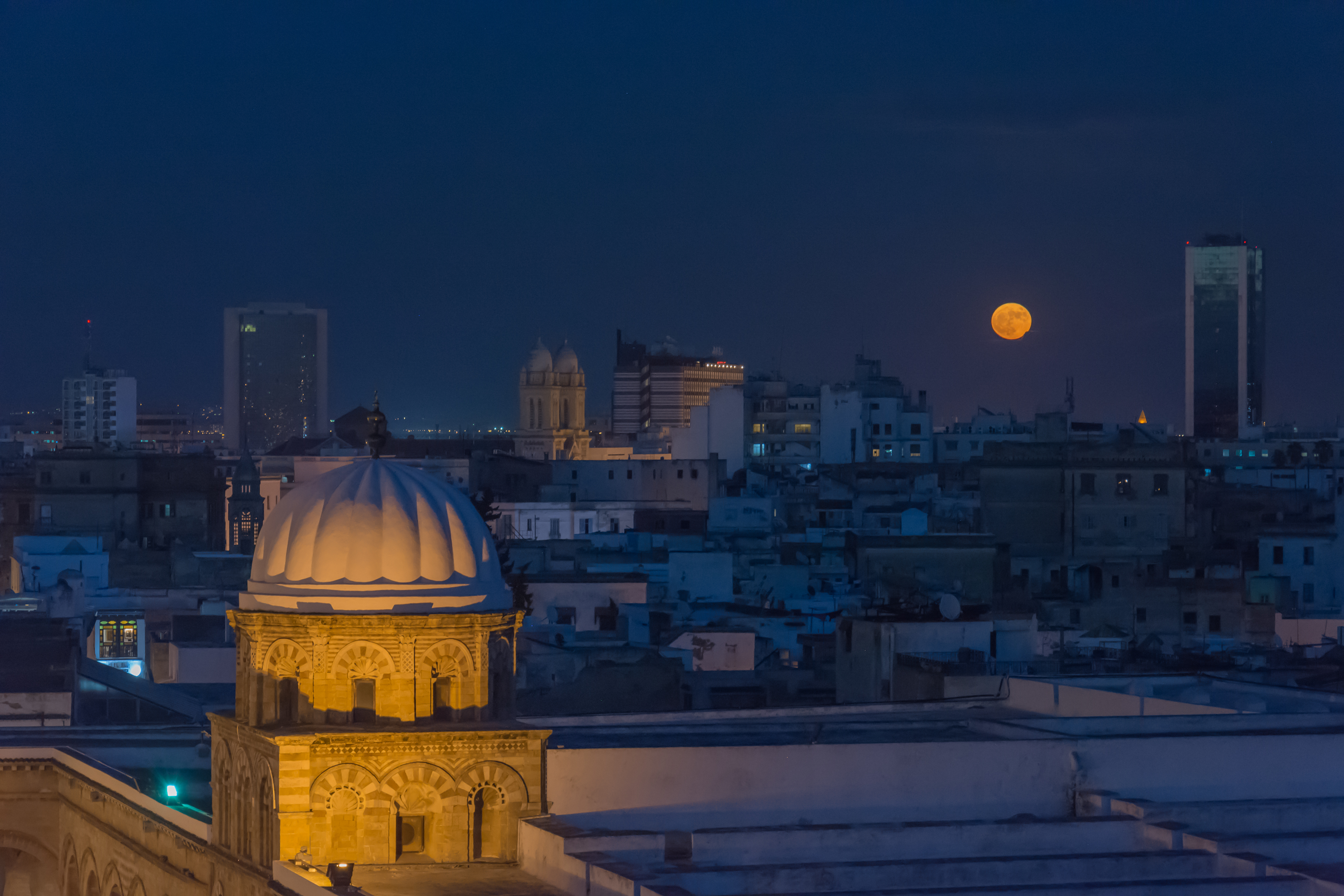
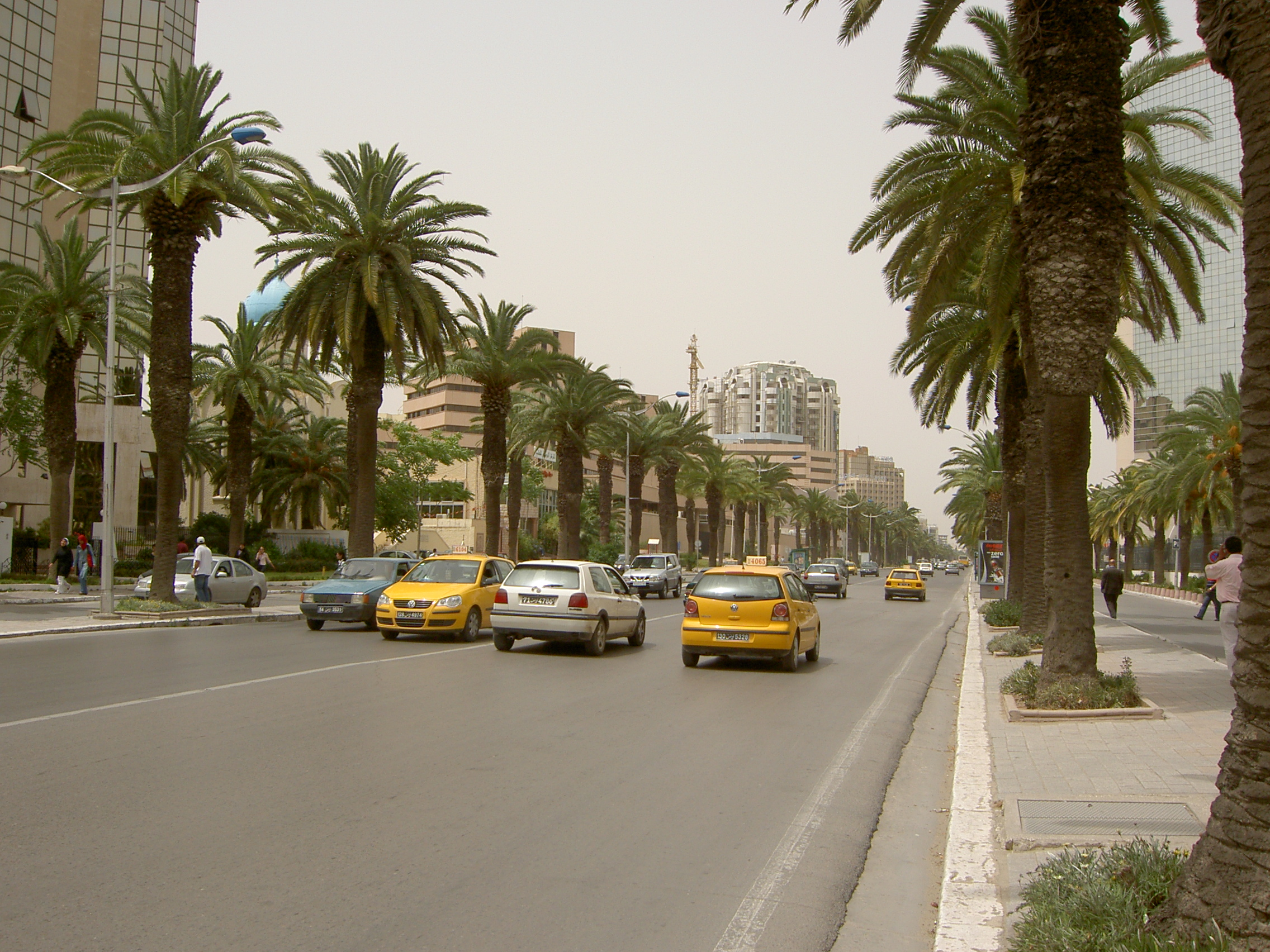
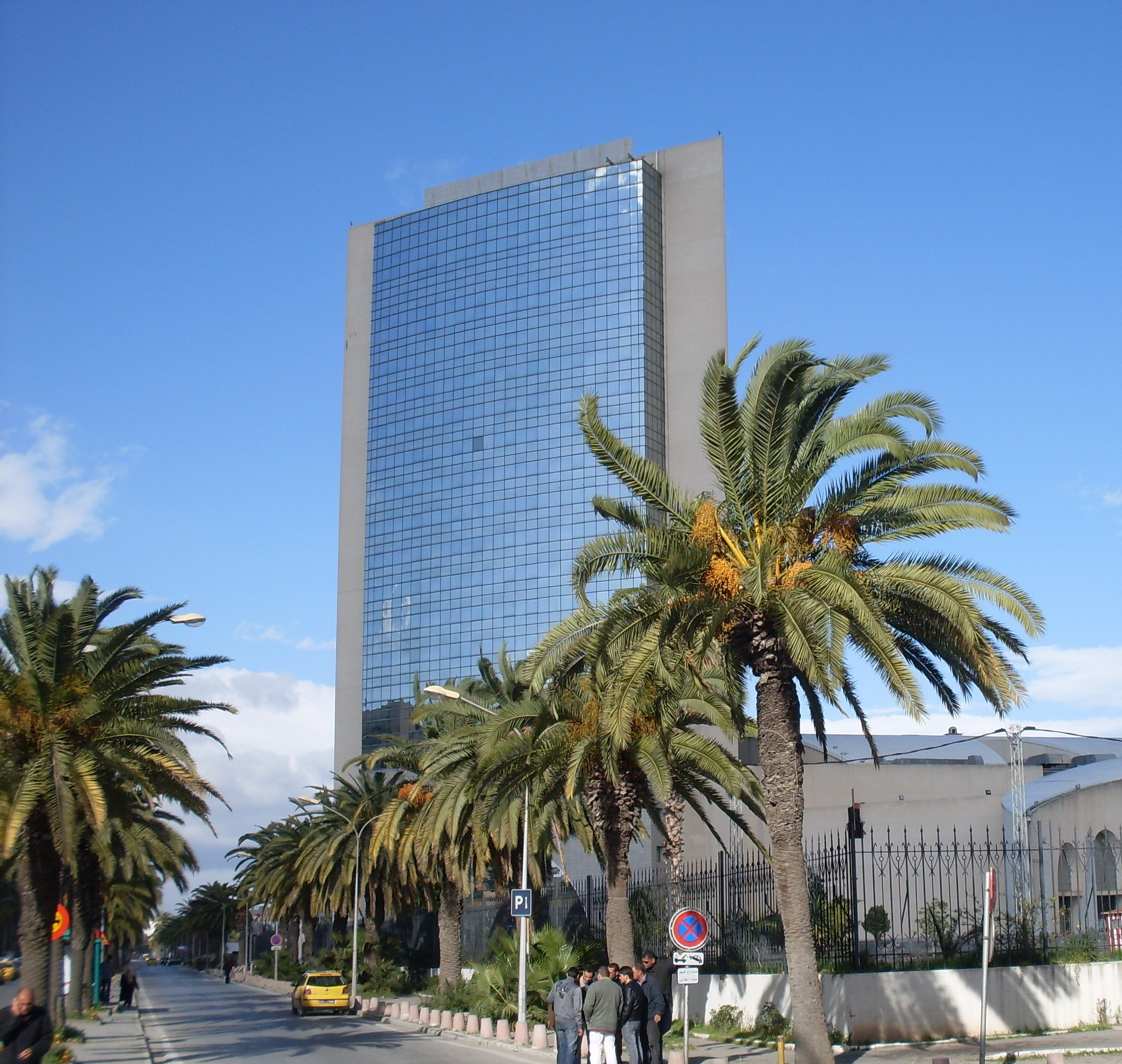
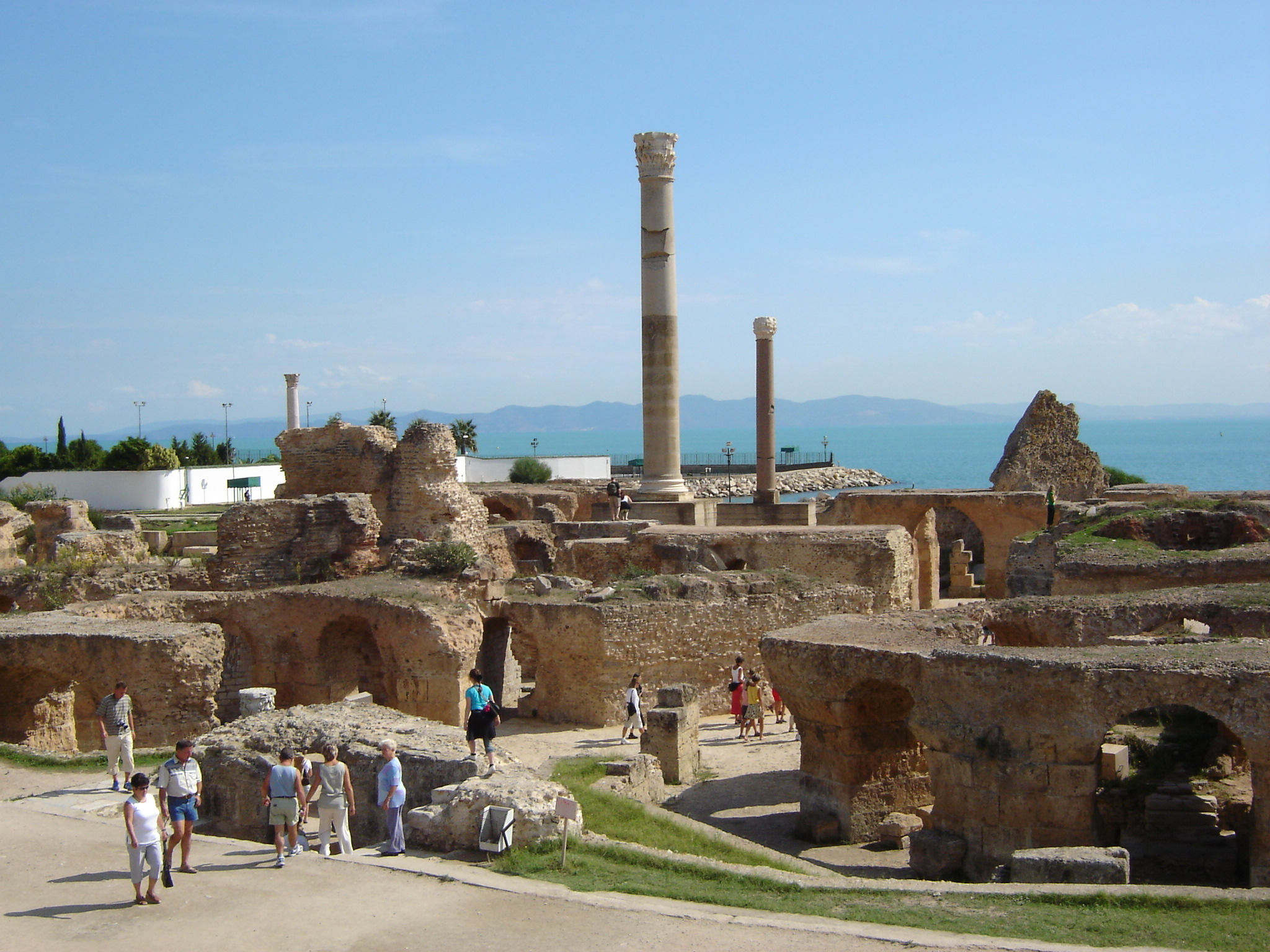
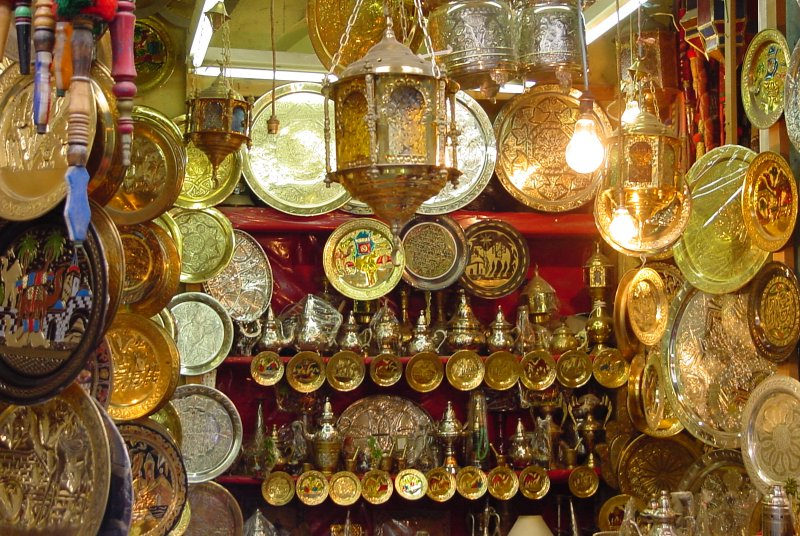